# Dąbrowa (rejon jaworowski)
Dąbrowa (ukr. Діброва) – wieś na Ukrainie, w rejonie jaworowskim obwodu lwowskiego.